# With Father's Help
With Father's Help è un cortometraggio muto del 1915 diretto da Al Christie (con il nome Al E. Christie).

## Produzione
Il film fu prodotto dalla Nestor Film Company.

## Distribuzione
Distribuito dall'Universal Film Manufacturing Company, il film - un cortometraggio di una bobina - uscì nelle sale cinematografiche USA il 28 maggio 1915.